# Dendrobium nobile
Dendrobium nobile is een rechtopstaande, epifytische of lithofytische orchidee met verscheidene, vlezige, overlangs gegroefde, 30-75 cm lange stengels, waarvan de stengelleden vaak door vliezige schedes zijn omhuld. De bladeren zijn afwisselend geplaatst, langwerpig-ovaal, 7-11 × 2-3 cm groot en hebben een scheve top.

## Natuur
De plant heeft koele nachten nodig om in bloei te komen. De bloemen staan met twee tot vier stuks in bloeiwijzen met lange, meestal bladloze stengels. Grote planten kunnen tweehonderd tot driehonderd bloemen tegelijk dragen. De geurende bloemen zijn 5-8 cm breed. De bloemdekbladen hebben een witte voet met een roze of bleekviolette top. Twee binnenste bloemdekbladen zijn elliptisch, zijwaarts afstaand of iets opgericht en breder dan de drie buitenste bloemdekbladen. Het derde binnenste bloemdekblad is ontwikkeld tot een lip met de vorm van een open puntzak met een roze of violette top, een witte of bleekgele middenzone en een wijnrode of paarsbruine basis. De vruchten zijn korte, kantige doosvruchten met vele, zeer kleine zaden.

## Herkomst
De plant is epifytisch op bomen in bergbossen en lithofytisch op rotsen in bergdalen. De plant komt volgens de Flora of China voor in Noordoost- tot West-Guangxi, Guizhou, Hainan (Baisha), Hongkong, West-Hubei (Yichang), Taiwan, Zuidoost-Xizang (Metog), Yunnan, Bhutan, India, Laos, Myanmar, Nepal, Noord-Thailand en Vietnam.
Dendrobium nobile is de officiële bloem van de Indiase deelstaat Sikkim. Hij groeit er op hoogtes rond de 1800 m.

## Teelt
Dendrobium nobile is wereldwijd een van de meest gekweekte orchideeën. De soort wordt veel in kassen geteeld, in allerlei verschillend gekleurde cultivars. In de kas wordt het natuurlijke klimaat nagebootst; zo wordt er gezorgd voor koude, warme, lichte en donkere periodes. Op deze manier kan deze soort jaarrond geteeld worden.

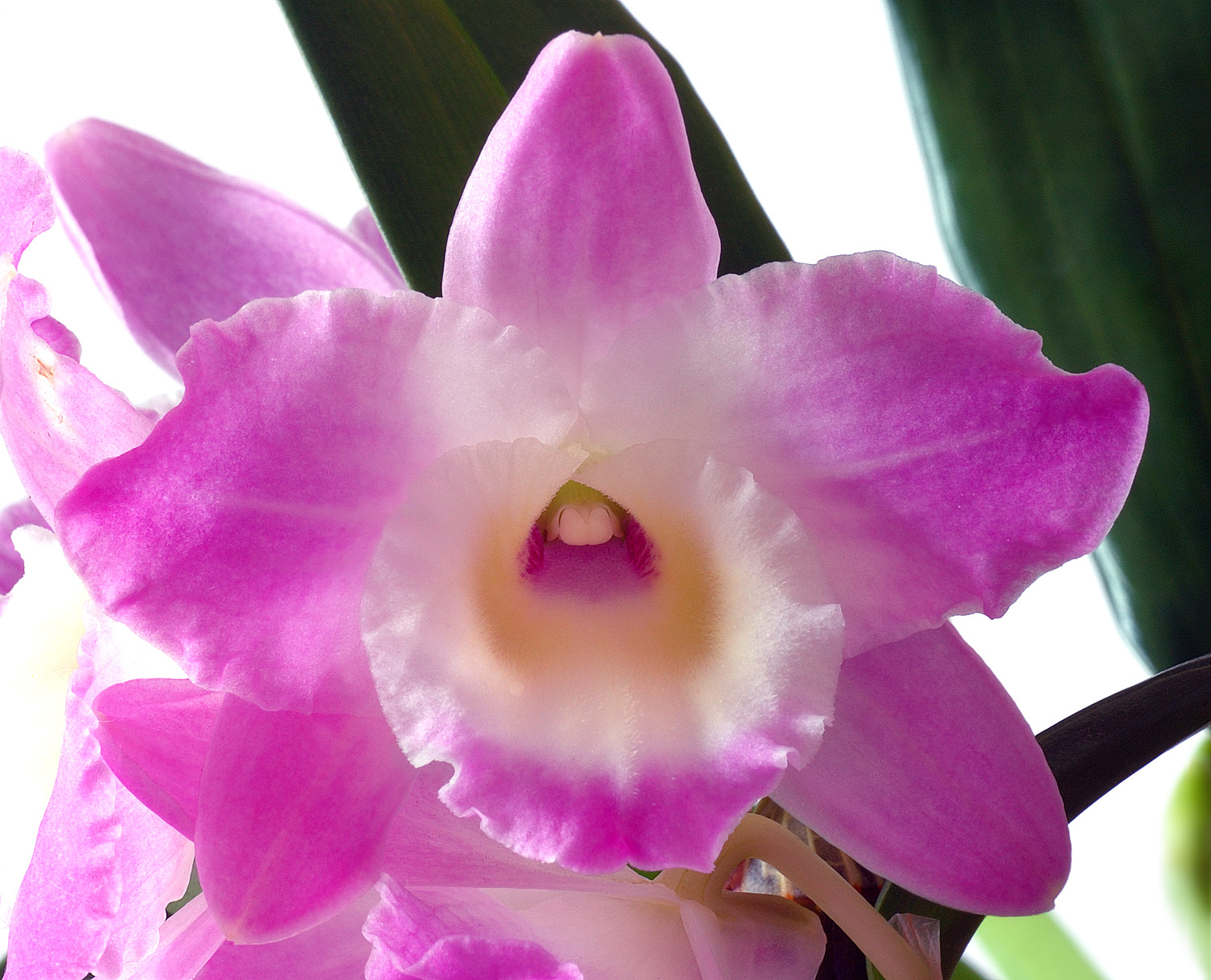